# Macrurohelea irwini
Macrurohelea irwini är en tvåvingeart som beskrevs av Eileen D. Grogan 1980. Macrurohelea irwini ingår i släktet Macrurohelea och familjen svidknott. Inga underarter finns listade i Catalogue of Life.